# Saul Friedländer
Saul Friedländer, anterior Pavel Friedländer, (în ebraică שאול פרידלנדר; n. 11 octombrie 1932, Praga, Cehoslovacia) este un istoric evreu-ceh și profesor emerit de istorie la UCLA.

## Biografie

### Tinerețea
Saul Friedländer s-a născut în 1932 la Praga într-o familie de evrei nereligioși vorbitori de limba germană și a purtat inițial numele Pavel Friedländer, fiind alintat Pavlícek. Tatăl lui era avocat și angajat al unei companii de asigurări și considera că face parte din comunitatea germană din Praga. Părinții lui Pavel făceau parte din clasa de mijloc și vorbeau limba germană acasă, în timp ce bona lui era cehă. Politica de anexare a teritoriilor învecinate, pe care o promova Hitler, i-a făcut pe membrii și rudele familiei Friedländer să ia decizia de a emigra. Unii au optat pentru Franța (unde nu credeau că va ajunge vreodată Armata Germană), în timp ce alții au ales să plece în Suedia sau în Palestina.
Familia lui a fugit în Franța după ocuparea Cehoslovaciei de către Germania Naxistă în martie 1939. Au ajuns mai întâi la Paris, de unde au fugit a doua oară după ocuparea orașului de trupele germane în vara anului 1940, și apoi s-au stabilit în sudul Franței. Pavel a crescut în Franța și a trăit în perioada ocupației germane din 1940-1944. În vara anului 1942, odată cu declanșarea persecuției împotriva evreilor, părinții lui l-au ascuns, cu ajutorul franțuzoaicei Mace de Lepinay, într-un internat catolic din Montluçon, lângă Vichy, unde a fost înscris sub numele de Paul-Henri-Marie Ferland. Viața în internatul catolic condus de călugărițe nu i-a plăcut și a încercat să fugă de mai multe ori. Cu toate acestea, în perioada în care a trăit ascuns, s-a convertit cu acordul părinților la religia romano-catolică și mai târziu, din propria sa convingere, a început să se pregătească pentru a deveni preot catolic.
Părinții săi au încercat să fugă în Elveția, împreună cu un grup de 15 evrei, dar autoritățile elvețiene au acceptat să primească doar cuplurile care au copii. Abandonați la graniță și trădați de tinerii care veneau de la cârciuma din sat, evreii au fost arestați de jandarmii francezi ai Regimului de la Vichy, transportați în tabere de tranzit, predați autorităților germane și mai apoi gazați în lagărul de concentrare de la Auschwitz. Saul Friedländer a aflat de soarta părinților săi abia în 1946, când a început pentru prima dată să se simtă evreu.
După 1946, Friedländer a fost tot mai conștient de identitatea sa evreiască și a devenit mai întâi comunist, iar apoi sionist. A urmat apoi studii la Liceul „Henric al IV-lea” din Paris, timp în care s-a alăturat grupului tinerilor sioniști Betar. Voia să emigreze în Israel, dar, cum nu avea decât 15 ani, a trebuit să-și falsifice pașaportul pentru a convinge autoritățile că era major. A ajuns în Israel în iunie 1948 cu nava Irgun Altalena⁠(d) și a fost nevoit să-și schimbe încă o dată numele pentru a fi încadrat ca funcționar guvernamental, devenind cunoscut ca Shaul Eldar. Cunoștea puține lucruri despre situația din Palestina atunci când a ajuns acolo. După ce a absolvit studiile liceale, a servit în Forțele de Apărare ale Israelului.

### Cariera politică și sionistă
Friedländer a lucrat în anii 1950 ca secretar al lui Nachum Goldman⁠(d), care îndeplinea atunci funcția de președinte al Organizației Sioniste Mondiale și al Congresului Mondial Evreiesc, perioadă în care elita noului stat israelian (cu o origine majoritar europeană) era „în mod inconștient sau semiconștient rasistă”, atât față de arabi, cât și față de imigranții evrei sosiți din state non-europene ca Yemen, Irak și Magreb. În acea vreme știa, potrivit propriilor mărturisiri, puțin despre arabii israelieni. În vara anului 1953 s-a întors în Franța ca angajat al departamentului de presă al Ambasadei Israelului. A studiat din 1953 până în 1955 științele politice la Universitatea din Paris și apoi s-a mutat în Suedia pentru a locui cu unchiul său matern, Hans. A fost acceptat să urmeze studii despre Orientul Mijlociu la Universitatea Harvard, dar le-a abandonat după ce și-a dat seama că subiectul îl plictisea.
A fost angajat apoi în cadrul serviciilor de informații israeliene și a devenit în 1959 asistent al lui Shimon Peres, care era atunci viceministru al apărării, lucrând la reactorul nuclear ultrasecret Dimona. A suferit o deziluzie cu privire la politica Israelului la scurt timp după Războiul de Șase Zile (1967) și a trecut în opoziție. A călătorit ani de zile în interes de serviciu la Paris, Geneva și Stockholm și a luat parte apoi la negocierile de pace dintre președintele egiptean Anwar Sadat și prim-ministrul israelian Menachem Begin. S-a împrietenit în acei ani cu intelectuali evrei renumiți precum scriitorul Elie Wiesel și filozoful Gershom Scholem. În anii 1980 a devenit unul dintre criticii cei mai duri ai politicii de colonizare a Israelului în Cisiordania și ai societății israeliene „societatea din ce în ce mai naționalist-religioasă”. La sfârșitul anilor 1980, Friedländer și-a schimbat orientarea către stânga politică și a fost activ în grupul Peace Now⁠(d).

### Carieră academică
În anii 1960 a început să se concentreze mai mult pe cariera academică și a urmat stagii de cercetare în Germania. În 1963 și-a luat doctoratul cu o teză despre istoria diplomatică al celui de-al Doilea Război Mondial, pe care a susținut-o la Institutul Universitar de Înalte Studii Internaționale de la Geneva, unde a predat ulterior. Friedländer a ținut cursuri, de asemenea, la Universitatea Ebraică din Ierusalim și la Universitatea din Tel Aviv. În 1969 a scris o biografie a ofițerului SS Kurt Gerstein⁠(d). Mediul social-politic tot mai naționalist din Israel l-a determinat să plece în Statele Unite ale Americii și să se stabilească la Los Angeles. În 1988 a devenit profesor de istorie la University of California, Los Angeles.
A început să se documenteze cu privire la antisemitismul nazist la începutul anilor 1960 și a publicat cartea Pie XII et le IIIe Reich, Documents (1964), în care a cercetat legăturile dintre Vatican și Germania Nazistă. Experiența sa din anii copilăriei i-a permis să descrie poziția Vaticanului cu privire la Soluția finală. Cartea a declanșat o controversă. Nemulțumit de abordarea analitică rece a Holocaustului, Friedländer a intenționat să lărgească perspectiva istorică și a lucrat timp de 16 ani la scrierea cărților Nazi Germany and the Jews: The Years of Persecution, 1933–1939 (1997) și The Years of Extermination: Nazi Germany and the Jews, 1939-1945 (2007), care constituie o istorie în două volume a Germaniei Naziste și a evreilor, începând de la preluarea puterii de către naziști în 1933 și încheindu-se odată cu sfârșitul celui de-al Doilea Război Mondial. El s-a bazat nu numai pe sursele istorice oficiale, ci și pe scrisorile și jurnalele martorilor oculari ai Holocaustului.
În 1998 Friedländer a prezidat Comisia Independentă de Istorie (IHC), care a fost desemnată să investigheze activitățile companiei media germane Bertelsmann în timpul celui de-al Treilea Reich. Raportul de 800 de pagini, intitulat Bertelsmann im Dritten Reich, scris împreună cu Norbert Frei, Trutz Rendtorff și Reinhard Wittmann, a fost publicat în octombrie 2002. El a confirmat descoperirile, raportate pentru prima dată de Hersch Fischler în The Nation⁠(d), conform cărora Bertelsmann a colaborat cu regimul nazist înainte și în timpul celui de-al Doilea Război Mondial. Ulterior, Bertelsmann și-a exprimat regretul „pentru comportamentul său în timpul naziștilor și pentru încercările sale ulterioare de a-l acoperi”.
A mai publicat două cărți de memorii: When Memory Comes (1979) și Where Memory Leads. My Life (2016), în care-și evocă „proustian” copilăria petrecută în perioada interbelică la Praga și în anii războiului în Franța ocupată, apoi adolescența și tinerețea în clima aspră a noului stat Israel și transformarea sa într-un istoric al Germaniei Naziste și Holocaustului, dar, în același timp, își mărturisește îndoielile cu privire la direcția în care se îndreaptă țara sa de adopție ca urmare a ascensiunii la putere a coloniștilor ultranaționaliști cu idei politice de dreapta (pe care îi considera reprezentanți ai „fascismului israelian”), a „expulzării militare brutale” a zeci de mii de palestinieni din satele arabe care au fost anexate Israelului și a extinderii corupției morale în cadrul societății israeliene.

## Opinii pe teme istorice și politice
Friedländer considera nazismul ca o negare a vieții și un tip de cult al morții. El susținea că Holocaustul a fost un eveniment atât de oribil încât este aproape imposibil ca să fie descris într-un limbaj normal. Friedländer considera antisemitismul Partidului Nazist ca fiind unic în istorie, deoarece, în opinia sa, se distingea prin faptul că era un „antisemitism mântuitor”, adică o formă de antisemitism care putea explica orice de pe lume și oferea o formă de „mântuire” pentru un antisemit. Holocaustul nu poate fi comparat, în opinia sa, cu alte politici anihilaționiste existente în cursul timpului, deoarece a urmărit exterminarea unui întreg popor, iar asocierea lor nu ar face decât să reducă dimensiunea criminală a politicii naziste, transformând Holocaustul într-un eveniment istoric uzual.
Friedländer era un intenționalist în problema originilor Holocaustului. Cu toate acestea, el respingea opinia intenționalistă extremă conform căreia Adolf Hitler a avut în minte un plan general pentru organizarea unui genocid al poporului evreu, care a fost expus atunci când a scris Mein Kampf. Friedländer, prin cercetările sale asupra celui de-al Treilea Reich, a ajuns la concluzia că nu a existat nicio intenție a naziștilor de a-i extermina pe evreii din Europa înainte de 1941. Poziția lui Friedländer ar putea fi considerată intenționalist moderată.
În anii 1980, Friedländer s-a angajat într-o dezbatere aprinsă cu istoricul vest-german Martin Broszat⁠(d) cu privire la apelul său pentru „istoricizarea” Germaniei Naziste, pe care-l publicase în mai 1985 în revista Merkur. În viziunea lui Friedländer, Germania Nazistă nu a fost și nu poate fi văzută ca o perioadă normală a istoriei. Broszat făcea distincție între cercetarea rațională cu caracter „științific” și cercetarea emoțională bazată pe „memoria” victimelor, care poate deturna înțelegerea istoriei, și susținea că victimele au o „memorie mitică” a trecutului istoric. Friedländer a susținut că au existat trei dileme și trei probleme cu privire la „istoricizarea” celui de-al Treilea Reich.
Prima dilemă a fost aceea a periodizării istorice și a modului în care schimbările sociale pe termen lung ar putea fi legate de o înțelegere a perioadei naziste. Friedländer a susținut că focalizarea asupra schimbărilor sociale pe termen lung, cum ar fi dezvoltarea politicii statului bunăstării din epoca imperială până în perioada Republicii de la Weimar, a regimului nazist și în prezent, așa cum a sugerat Broszat, a schimbat accentul cercetării istorice de la particularitatea epocii naziste la viziunea generală Longue durée⁠(d) (pe termen lung) a istoriei germane a secolului al XX-lea. El a considerat că „relevanța relativă” a dezvoltării statului bunăstării în timpul celui de-al Treilea Reich și relația acestuia cu evoluțiile postbelice ar face ca istoricii să-și piardă atenția asupra politicii genocidare a statului nazist. A doua dilemă, după opinia lui Friedländer, provenea din faptul că tratând epoca nazistă ca pe o perioadă „normală” a istoriei și examinând aspectele „normalității” ar putea exista pericolul de a-i face pe istorici să-și piardă interesul cu privire la „criminalitatea” epocii naziste. Acest lucru era deosebit de problematic pentru Friedländer, deoarece el susținea că aspectele „normalității” și „criminalității” se suprapun foarte mult în viața de zi cu zi a Germaniei Naziste. A treia dilemă implica ceea ce Friedländer considera a fi definiția vagă a „istoricizării” și putea permite istoricilor să prezinte argumente apologetice cu privire la național-socialism, cum ar fi cele aduse de Ernst Nolte⁠(d) și Andreas Hillgruber⁠(d), care au comparat Holocaustul cu crimele sovietice din Gulag.
Friedländer a recunoscut că Broszat nu era un apologet al Germaniei Naziste, precum Nolte și Hillgruber. El a remarcat că, deși conceptul de „istoricizare” era extrem de ciudat, parțial pentru că a permis apariția unui tip de argumente pe care Nolte și Hillgruber le-au prezentat în cadrul Historikerstreit⁠(d), motivele lui Broszat cu privire la „istoricizare” erau onorabile. Friedländer a folosit exemplul unei concepții de lungă durată asupra istoriei italiene care le-a permis unor istorici precum Renzo De Felice⁠(d) să încerce să-l reabiliteze pe Mussolini ca un dictator modernizator care a încearcă să scoată Italia din subdezvoltare și a susținut că o abordare similară a istoriei germane ar avea același efect în ceea ce-l privește pe Hitler. În opinia sa, considerarea Germaniei Naziste și Italiei Fasciste ca dictaturi cu scop modernizator și compararea lor nu era viabilă, deoarece Italia Fascistă nu a comis genocidul care făcea ca Al Trei Reich să fie un regim politic unic. Friedländer a considerat că perspectiva longue durée a lui Broszat asupra istoriei germane, cu accent pe continuitățile – multe dintre ele pozitive – dintre diferite epoci ar diminua Holocaustul ca obiect de studiu.
Prima problemă pentru Friedländer a fost că epoca nazistă era prea recentă și prea proaspătă în memoria populară pentru ca istoricii să o trateze ca pe o perioadă „normală”, cum ar fi, de exemplu, Franța din secolul al XVI-lea. A doua problemă a fost „relevanța diferențială” a „istoricizării”. Friedländer a susținut că studiul epocii naziste era unul „global”, adică aparținea tuturor și că focalizarea asupra vieții de zi cu zi avea un interes deosebit pentru istoricii germani. El a afirmat că pentru non-germani, istoria punerii în practică a ideologiei naziste, în special în ceea ce privește războiul și genocidul, era mult mai importantă decât Alltagsgeschichte⁠(d) („istoria vieții de zi cu zi”). A treia problemă pentru Friedländer a fost că epoca nazistă a fost atât de unică încât nu ar putea fi încadrată cu ușurință în perspectiva de lungă durată a istoriei germane, așa cum a susținut Broszat. Friedländer a susținut că esența național-socialismului a fost că „a încercat să determine cine ar trebui și cine nu ar trebui să trăiască pe lume”, iar politica genocidară a regimului nazist a rezistat oricărei încercări de a o integra ca parte a dezvoltării „normale” a lumii moderne. Dezbaterile dintre Broszat și Friedländer au fost purtate printr-o serie de scrisori din 1987 și până la moartea lui Broszat în 1989. În 1990, corespondența dintre Broszat și Friedländer a fost tradusă în limba engleză și publicată în cartea Reworking the Past: Hitler, The Holocaust, and the Historians' Debate, editată de profesorul Peter Baldwin.
Cartea Nazi Germany and the Jews (1997) a lui Friedländer a fost scrisă ca un răspuns la studiile istorice ale lui Broszat. Al doilea volum, The Years of Extermination: Nazi Germany and the Jews, 1939–1945⁠(d), a apărut în 2007. Cartea lui Friedländer este un Alltagsgeschichte, nu a germanilor „arieni” și nici a comunității evreiești, ci mai degrabă un Alltagsgeschichte al persecutării comunității evreiești.

## Premii și recunoaștere
- În 1981, Friedländer a primit Premiul Andreas Gryphius pentru literatură (Düsseldorf) pentru memoriile sale When Memory Comes, după publicarea lor în limba germană.
- În 1983 a primit Premiul Israel pentru istorie.[14][28]
- În 1988 Friedländer a susținut Seminariile Gauss la Universitatea Princeton.[29]
- În 1998 a primit premiul Geschwister-Scholl-Preis pentru lucrarea Das Dritte Reich und die Juden.[14]
- Friedländer a fost beneficiarul unei burse MacArthur[30] în 1999, după publicarea cărții Nazi Germany and the Jews: The Years of Persecution, 1933–1939.[12]
- În 1997 a primit Premiul Național pentru Carte Evreiască (SUA) pentru Nazi Germany and the Jews: The Years of Persecution.[31]
- În 1998 a fost distins cu Premiul Shazar al Asociației Istorice Israeliene și cu Geschwister-Scholl-Preis (München) pentru cartea Nazi Germany and the Jews: The Years of Persecution, după traducerea acesteia în lmba ebraică.
- În 2000, Friedländer a fost ales membru al Academiei Americane de Arte și Științe.
- În 2007 a fost distins cu Premiul pentru Pace al Asociației Librarilor Germani.[14]
- Pentru cartea The Years of Extermination: Nazi Germany and the Jews, 1939–1945, Friedländer a primit în 2008 Premiul Pulitzer pentru eseu,[12][32] precum și Premiul Târgului de Carte de la Leipzig în 2007 pentru non-ficțiune.[14]
- Friedländer a fost distins cu Premiul Bruno Kreisky pentru întreaga activitate de către Institutul Karl Renner (Viena) în 2008.
- În 2009 a primit premiul pentru distincție academică din partea Asociației Americane de Istorie.
- În 2012 a susținut prima prelegere „Humanitas” de istoriografie de la Trinity College din Oxford: „Trends in the Historiography of the Holocaust”.
- În 2014 a primit Premiul Dan David pentru contribuția sa la „Istorie și memorie”[12][33] și Premiul Internațional Edgar de Picciotto de la Institutul Universitar de Studii Internaționale și de Dezvoltare (Geneva) pentru întreaga activitate.
- În 2019 Friedländer s-a adresat Bundestagului cu ocazia Zilei Comemorării victimelor național-socialismului.
- În 2021 Friedländer a primit primul premiu Ludwig Landmann din partea Muzeului Evreiesc din Frankfurt .
- În 2021 a fost distins cu Premiul Balzan pentru Studii asupra Genocidului și Holocaustului pentru activitatea sa de lărgire a perspectivei asupra istoriei Holocaustului.[12][34]

## Lucrări publicate
Cărți
- Pius XII and the Third Reich: A Documentation, New York: Knopf, 1966. Tradusă de Charles Fullman după textul original Pie XII et le IIIe Reich, Documents, Paris: Editions du Seuil, 1964.
- Prelude to downfall: Hitler and the United States 1939–1941, Londra: Chatto & Windus, 1967.
- Kurt Gerstein: The Ambiguity of Good, New York: Knopf, 1969.
- Reflexions sur l'Avenir d'Israel, Paris: Seuil, 1969.
- L'Antisémitisme nazi: histoire d'une psychose collective, Paris: Editions du Seuil, 1974.
- Some aspects of the historical significance of the Holocaust, Ierusalim: Institute of Contemporary Jewry, Hebrew University of Jerusalem, 1977.
- History and Psychoanalysis: an Inquiry Into the Possibilities and Limits of Psychohistory, New York: Holmes & Meier, 1978.
- When Memory Comes, New York: Farrar, Straus, Giroux, 1979. (Noonday Press, ediție nouă, 1991, ISBN: 0-374-52272-3).
- Reflections of Nazism: an essay on Kitsch and death, New York: Harper & Row, 1984.
- Memory, history, and the extermination of the Jews of Europe, Bloomington: Indiana University Press, 1993.
- Nazi Germany and the Jews: The Years of Persecution, 1933–1939, New York: HarperCollins, 1997.
- The Years of Extermination: Nazi Germany and the Jews, 1939-1945, New York: HarperCollins, 2007.
- Nachdenken über den Holocaust, München: Beck, 2007.
- Den Holocaust beschreiben, Göttingen: Wallstein, 2007.
- Franz Kafka: Poet of Shame and Guilt, New Haven: Yale University Press, 2013.
- Reflexions sur le Nazisme. Entretiens avec Stéphane Bou, Paris: Seuil, 2016. (septembrie 2016)
- Where Memory Leads. My Life, New York: Other Press, 2016. (septembrie 2016)
- Proustian Uncertainties. On Reading and Rereading In Search of Lost Time, New York: Free Press, 2020.

Cărțile lui Saul Friedländer au fost traduse în 20 de limbi.
Cărți editate
- Arabs & Israelis: a Dialogue (Moderated by Jean Lacouture), New York: Holmes & Meier Publishers, 1975 (dialog moderat de Jean Lacouture, carte scrisă în colaborare de Mahmoud Hussein și Saul Friedländer).
- Visions of apocalypse: end or rebirth?, New York : Holmes & Meier, 1985 (coeditată de Saul Friedländer, Gerald Holton și Leo Marx).
- Probing the limits of representation : Nazism and the "final solution", Cambridge, Mass. : Harvard University Press, 1992 (editată de Saul Friedländer).
- Bertelsmann im Dritten Reich, coeditată de Norbert Frei, Trutz Rendtorff, Reinhard Wittmann & Saul Friedländer, C. Bertelsmann Verlag, 2002, ISBN: 3570007111.
- Ein Verbrechen ohne Namen, scrisă în colaborare de Norbert Frei, Sybille Steinbacher, Dan Diner și Saul Friedländer, 2022 (cu o prefață scrisă de Jürgen Habermas).